# Polystichum rupestris
Polystichum rupestris är en träjonväxtart som beskrevs av P. S. Wang och Li Bing Zhang. Polystichum rupestris ingår i släktet Polystichum och familjen Dryopteridaceae. Inga underarter finns listade.